# Restaurant éphémère
Pour les articles homonymes, voir Pop-up (homonymie).

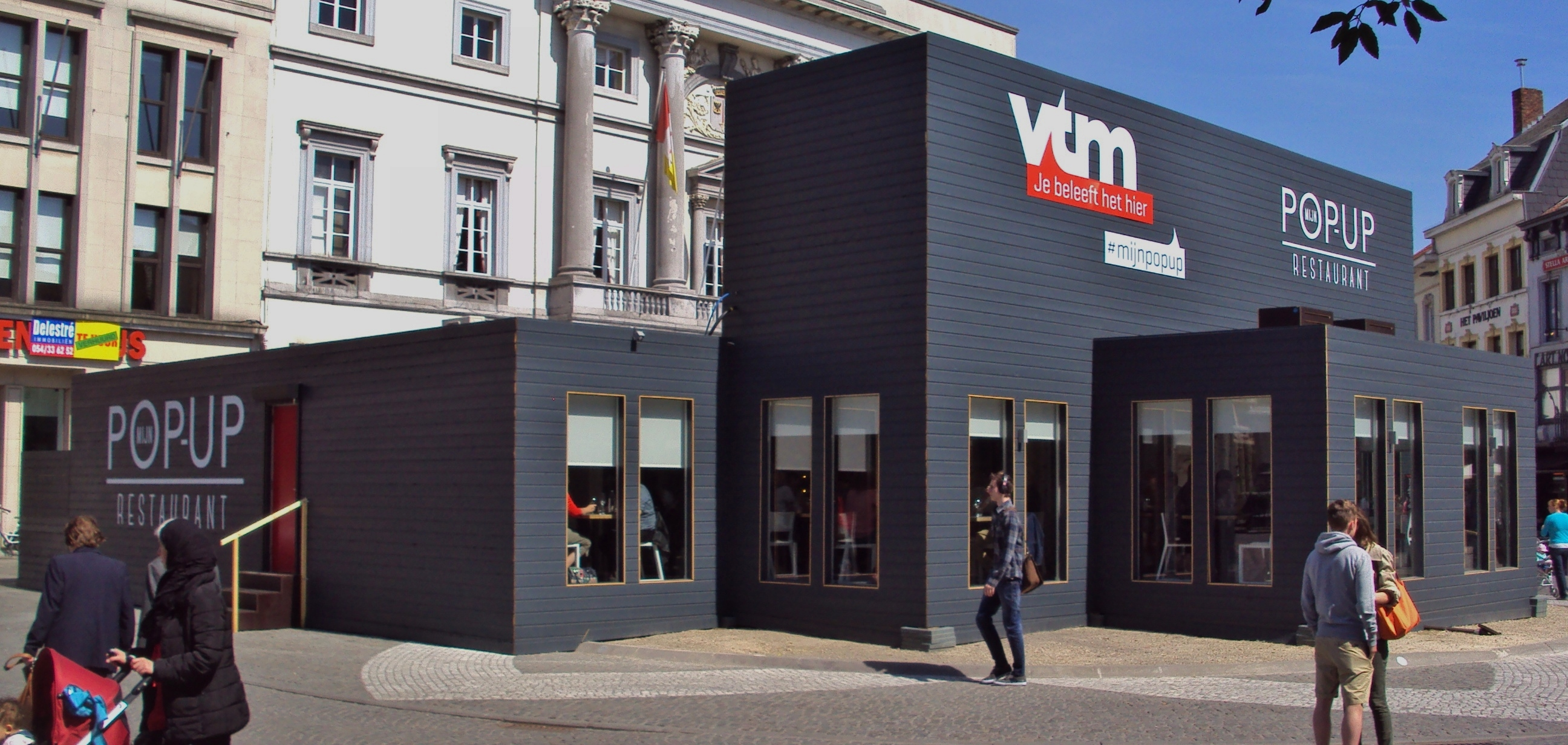
Restaurant pop-up en Belgique.

Un restaurant éphémère (pop-up restaurant en anglais) est un restaurant dont l'installation est temporaire. Ces restaurants opèrent souvent dans espaces privés, des usines désaffectés, à l'intérieur de restaurants préétablis ou durant des festivals. Ils peuvent également reprendre une thématique particulière à des fins de marketing.